# His Dark Materials - Queste oscure materie
His Dark Materials - Queste oscure materie (His Dark Materials) è una serie televisiva anglo-statunitense della BBC in collaborazione con HBO basata sull'omonima trilogia letteraria scritta da Philip Pullman. È prodotta da Bad Wolf e New Line Productions, per BBC One e HBO, con quest'ultima che ne detiene la distribuzione internazionale. La serie segue l'orfana Lyra, interpretata da Dafne Keen, mentre è alla ricerca di un amico scomparso e scopre dei rapimenti collegati a una sostanza cosmica invisibile chiamata Polvere.
Il primo episodio della prima stagione di 8 episodi è andato in onda il 3 novembre 2019 su BBC One nel Regno Unito e il 4 novembre su HBO negli Stati Uniti e altri mercati. Il primo episodio della seconda stagione di 7 episodi è andato in onda l'8 novembre 2020 nel Regno Unito e il 16 novembre 2020 negli Stati Uniti. La terza stagione di 8 episodi è cominciata su HBO il 5 dicembre 2022 e il 18 dicembre 2022 nel Regno Unito. Le tre stagioni hanno ricevuto tutte recensioni positive.

## Contesto
In un mondo parallelo, l'anima delle persone si manifesta sotto forma di daimon, animale parlante, solitamente di sesso opposto, che sta sempre al fianco della sua controparte umana. Ogni aspetto della società di questo mondo è controllata da un regime religioso detto Magisterium che determina il suo potere su scienza e progresso come una dittatura teocratica, approcciandosi scetticamente agli aspetti dell'universo che non comprende e dichiarando come eretico ogni studio o studioso, strega o chi altri metta in discussione quanto stabilito dalla religione.

## Trama

### Prima stagione
Lyra Belacqua, un'orfana che vive al Jordan College di Oxford assieme al suo daimon Pantalaimon (Pan) e al suo amico Roger Parslow, è cresciuta dagli accademici su richiesta di suo zio, Lord Asriel, esploratore e studioso, impegnato nel nord Europa in ricerche su un misterioso fenomeno denominato Polvere e sull'esistenza di altri mondi paralleli al proprio. Giudicato eretico per i suoi studi, Asriel scopre un passaggio verso un altro mondo e quando rende nota la notizia, rischia di cadere vittima di una congiura: Lyra lo salva dall’avvelenamento. Prima di partire per una nuova spedizione, tramite una persona fidata, Lord Asriel le lascia in consegna il suo aletiometro, uno degli unici sei esemplari esistenti al mondo, chiedendole di non farne parola con nessuno.
Nel frattempo, nell’indifferenza generale, dalla città spariscono diversi bambini, soprattutto appartenenti alla popolazione dei gyziani. Si sospetta vengano rapiti da un gruppo di persone chiamate “ingoiatori”.
Dopo la partenza di lord Asriel sopraggiunge un'altra esploratrice, la ricca Marisa Coulter, decisa a fare da mentore e madre alla giovane Lyra. Quando anche Roger Paslow viene rapito, la donna si offre di aiutarla e la conduce con sé a Londra, città dove pare gli ingoiatori abbiano una sede. Contemporaneamente, anche i gyziani si organizzano per liberare i loro bambini.
Osservando la signora Coulter e il suo daimon (una scimmia dorata), Lyra inizia a nutrire sospetti e a indagare sulla donna. Un giorno, mentre origlia una conversazione fra la mentore e Lord Carlo Boreal, membro dell’Intendenza Generale per l'Oblazione, la stessa Coulter la sorprende e l’aggredisce fisicamente, rivelandole involontariamente che Asriel, in realtà, non è suo zio ma suo padre.
Successivamente, continuando a indagare, Lyra scopre il legame tra la sua ospite e l’Intendenza Generale per l'Oblazione altrimenti nota come “gli ingoiatori”. La donna è a capo di un esperimento scientifico che separa i bambini dai loro daimon. Lyra decide di scappare ma cade in mano agli ingoiatori.
Gli gyziani la liberano e la coinvolgono nel piano per trovare i bambini diretti nel Nord Europa. In quelle circostanze Lyra impara a usare l’aletiometro, in grado di rispondere alle sue domande senza che lei ricorra a manuali o istruzioni; scopre inoltre di essere il frutto della relazione extraconiugale di Marisa Coulter e Asriel Belacqua e che l’esploratore ha ucciso il signor Coulter quando questi ha tentato di vendicarsi; per questo la bambina è stata affidata al collegio.
Nel frattempo Lord Boreal attraversa una porta nascosta che conduce al nostro mondo, alla ricerca di un uomo scomparso, John Parry, noto anche come Dr Stanislaus Grumman. Con l’aiuto di un sicario, Lord Boreal scopre che Parry è scomparso tredici anni prima viaggiando tra i mondi paralleli, lasciando sua moglie Elaine e suo figlio, Will. Compreso il pericolo Elaine consegna le lettere di John a Will, svelando il mistero della sua scomparsa e la causa della sua apparente instabilità mentale.
Nel frattempo, i gyziani chiedono aiuto alle streghe, le quali confermano l'esistenza di altri mondi e promettono di aiutarli a salvare i bambini poiché Lyra è menzionata in una profezia che ha a che fare col futuro del Magisterium e degli infiniti altri mondi. Grazie all'aletiometro, Lyra e Pan capiscono di aver bisogno dell'aiuto di un aeronauta chiamato Lee Scoresby e di un suo amico, un orso polare corazzato di nome Iorek Byrnison, costretto all’esilio e privato della sua corazza dopo essere stato defraudato del trono. Dopo aver recuperato la corazza, Iorek si unisce alla spedizione per liberare i bambini con Lee Scoresby, Lyra e le streghe guidate da Serafina Pekkala.
Lyra viene rapita dall'accampamento e portata nella stazione di ricerca degli ingoiatori dove, nascondendo la propria identità, finalmente trova il suo amico e scopre che i bambini vengono separati dai daimon perché essendo fatti di polvere sono considerati la manifestazione del peccato dal Magisterium.
I gyziani trovano uno dei loro bambini abbandonato, in stato catatonico perché privato del suo daimon. Muore poco dopo.
Coulter scopre la presenza della figlia e la salva dall’esperimento, ma la ragazzina non accetta la sua protezione, scegliendo di scappare a bordo della mongolfiera di Lee Scoresby dopo aver aiutato i gyziani e le streghe a distruggere la stazione. La mongolfiera viene attaccata e, cadendo, Lyra viene catturata dall’orso Iofur Raknison, alleato di Marisa Coulter e nemico di Iorek. La bambina finge di essere un daimon creato dagli scienziati per Iorek e spinge Iofur a sfidarlo a duello per averla. Iorek conquista così il suo legittimo trono.
Le streghe contattano Lee dicendogli che lui ha un ruolo chiave nella profezia e deve proteggere Lyra a tutti i costi.
Intanto, Boreal manda degli agenti a interrogare Will Parry e sua madre, ma per sfuggire loro, Will causa accidentalmente la morte di uno di essi e fugge per nascondersi alle autorità.
Una volta riunitasi a Roger, Lyra, Lee Scorsbey e a Iorek si dirigono verso nord, dove gli orsi corazzati detengono Lord Asriel, ma scoprono che il ricercatore è riuscito a tornare ai propri studi in una struttura segreta. Intanto, la signora Coulter convince il Magisterium a vendicarsi degli orsi per aver preso parte alla distruzione della loro stazione, quindi mobilita un'armata per attaccare il nord e fermare lord Asriel.
Asriel spiega a Lyra che ha trovato un modo di aprire una porta attraverso mondi paralleli grazie alla polvere: la portata della scoperta smentirebbe le teorie religiose e i dogmi del Magisterium agli occhi del mondo. Egli omette, tuttavia, che il successo dell’esperimento dipende dalla separazione di un daimon dal suo umano: mentre l'armata del Magisterium raggiunge la zona e attacca gli orsi corazzati, Roger viene sacrificato per aprire la porta. Dopo aver detto addio al suo amico, Lyra segue suo padre Asriel attraverso la porta per un altro mondo. Nel nostro mondo invece, Will trova il passaggio usato da Boreal e lo attraversa.

## Episodi
| Stagione         | Episodi | Prima TV UK/USA | Prima TV Italia |
| ---------------- | ------- | --------------- | --------------- |
| Prima stagione   | 8       | 2019            | 2020            |
| Seconda stagione | 7       | 2020            | 2020-2021       |
| Terza stagione   | 8       | 2022            | 2022-2023       |

## Personaggi e interpreti

### Principali
- Lyra Belacqua/Linguargentina (stagioni 1-3), interpretata da Dafne Keen, doppiata da Lucrezia Marricchi.
Una ragazza cresciuta al Jordan College. Il suo daimon si chiama Pantalaimon.
- Marisa Coulter (stagioni 1-3), interpretata da Ruth Wilson, doppiata da Selvaggia Quattrini.
Esploratrice e importante figura al Magisterium, è la madre biologica di Lyra. Il suo daimon è una scimmia dorata.
- Ma Costa (stagione 1), interpretata da Anne-Marie Duff, doppiata da Giò Giò Rapattoni.
Donna gyziana che ha allevato Lyra. Il suo daimon è un falco.
- Il maestro (stagione 1), interpretato da Clarke Peters, doppiato da Paolo Marchese.
Rettore del Jordan College. Il suo daimon è un corvo di nome Alicia.
- Farder Coram (stagione 1), interpretato da James Cosmo, doppiato da Michele Gammino.
Vecchio saggio dei gyziani e ex amante di Serafina. Il suo daimon è una gatta di nome Sophonax.
- Lord Carlo Boreal (stagioni 1-2), interpretato da Ariyon Bakare, doppiato da Simone Mori.
Figura autoritaria al Magisterium che viaggia tra due mondi. Nel mondo di Will, è conosciuto come Sir Charles Latrom. Il suo daimon è un serpente bianco di nome Grizel.
- Padre Hugh MacPhail (stagioni 1-3), interpretato da Will Keen, doppiato da Franco Mannella.
Funzionario del Magisterium. Il suo daimon è una lucertola di nome Octavia.
- John Faa (stagione 1), interpretato da Lucian Msamati, doppiato da Stefano Mondini.
Capo dei gyziani occidentali. Il suo daimon è un corvo.
- Thorold (stagioni 1-2), interpretato da Gary Lewis, doppiato da Emilio Mauro Barchesi.
Assistente di Asriel.
- Roger Parslow (stagioni 1, 3, guest stagione 2), interpretato da Lewin Lloyd, doppiato da Martina Tamburello (stagione 1) e da Alex Polidori (stagione 3).
Garzone di cucina e miglior amico di Lyra. Il suo daimon si chiama Salcilia.
- Tony Costa (stagione 1), interpretato da Daniel Frogson, doppiato da Mirko Cannella.
Figlio maggiore di Ma Costa. Il suo daimon è un falco di nome Lyuba.
- Lord Asriel Belacqua (stagioni 1-3), interpretato da James McAvoy, doppiato da Stefano Crescentini.
Studioso ed esploratore, è il padre biologico di Lyra. Il suo daimon è un leopardo delle nevi di nome Stelmaria.
- Adele Starminster (stagione 1), interpretata da Georgina Campbell, doppiata Letizia Scifoni.
Corrispondente. Il suo daimon è una farfalla.
- Lee Scoresby (stagioni 1-3), interpretato da Lin-Manuel Miranda, doppiato da Giorgio Borghetti.
Aeronauta del Texas. Il suo daimon è una lepre di nome Hester.
- Serafina Pekkala (stagioni 1-3), interpretata da Ruta Gedmintas, doppiata da Francesca Fiorentini.
Regina della congrega di streghe del lago Enara ed ex amante di Farder Coram. Il suo daimon è un girifalco di nome Kaisa.
- Dott.ssa Cooper (stagioni 1, 3), interpretata da Lia Williams, doppiata da Sabrina Duranti.
Scienziata del Magisterium che opera a Bolvangar. Il suo daimon è una volpe.
- Will Parry (stagioni 1-3), interpretato da Amir Wilson, doppiato da Luca Tesei (stagione 1) e da Ezzedine Ben Nekissa (stagioni 2-3).
Studente di scuola superiore ad Oxford, il cui padre scomparve tredici anni prima. In seguito è il nuovo portatore della Lama Sottile. Il suo daimon è un gatto di nome Kirjava.
- Elaine Parry (stagioni 1-2, guest stagione 3), interpretata da Nina Sosanya, doppiata da Valentina De Marchi.
Madre malata di Will.
- Ruta Skadi (stagioni 2-3), interpretata da Jade Anouka, doppiata da Eva Padoan.
Regina della congrega di streghe del lago Lubāna ed ex amante di Lord Asriel. Il suo daimon è un nibbio reale di nome Sergi.
- Padre Graves (stagione 2), interpretato da Sean Gilder, doppiato da Alberto Angrisano.
Membro del Magisterium.
- Dott.ssa Mary Malone (stagioni 2-3), interpretata da Simone Kirby, doppiata da Laura Romano.
Fisica che lavora nell'istituto di ricerca nella Oxford di Will Parry, impegnata in studi sulla materia oscura.
- John Parry/Jopari (stagioni 2-3, guest stagione 1), interpretato da Andrew Scott, doppiato da Edoardo Stoppacciaro (stagione 1) e da Gianfranco Miranda (stagione 2).
Colonnello della marina ed esploratore, è il padre di Will. Il suo daimon è un falco pescatore chiamato Sayan Kötör. Nel mondo di Lyra, è conosciuto come dott. Stanislaus Grumman.
- Giacomo Paradisi (stagione 2), interpretato da Terence Stamp, doppiato da Bruno Alessandro.
Portatore della Lama Sottile.
- Xaphania (stagione 3, ricorrente stagione 2), doppiata in lingua originale da Sophie Okonedo (stagione 2) e interpretata da Chipo Chung (stagione 3), doppiata da Angela Brusa.
È la comandante degli angeli ribelli alleati con Lord Asriel nella guerra contro l'Autorità.
- Comandante Ogunwe (stagione 3), interpretato da Adewale Akinnuoye-Agbaje, doppiato da Simone Mori.
Combattente della resistenza reclutato da Lord Asriel.
- Comandante Roke (stagione 3), interpretato da Jonathan Aris.
Spia gallivespiana alleato di Lord Asriel.
- Baruch (stagione 3), interpretato da Simon Harrison, doppiato da Emiliano Coltorti.
Angelo, compagno di Balthamos, in rivolta dal Regno dei Cieli.
- Balthamos (stagione 3), interpretato da Kobna Holdbrook-Smith, doppiato da Roberto Stocchi.
Angelo, compagno di Baruch, in rivolta dal Regno dei Cieli.
- Padre Gomez (stagione 3), interpretato da Jamie Ward.
Membro del Magisterium.
- Ama (stagione 3), interpretata da Amber Fitzgerald-Woolfe.
Ragazza sorda che porta provviste alla signora Coulter mentre si nasconde.
- Agente Salmakia (stagione 3), interpretata da Sian Clifford.
Spia gallivespiana alleata di Lord Asriel.
- Metatron (stagione 3), interpretato da Alex Hassell, doppiato da Simone D'Andrea.
Reggente dell'Autorità.

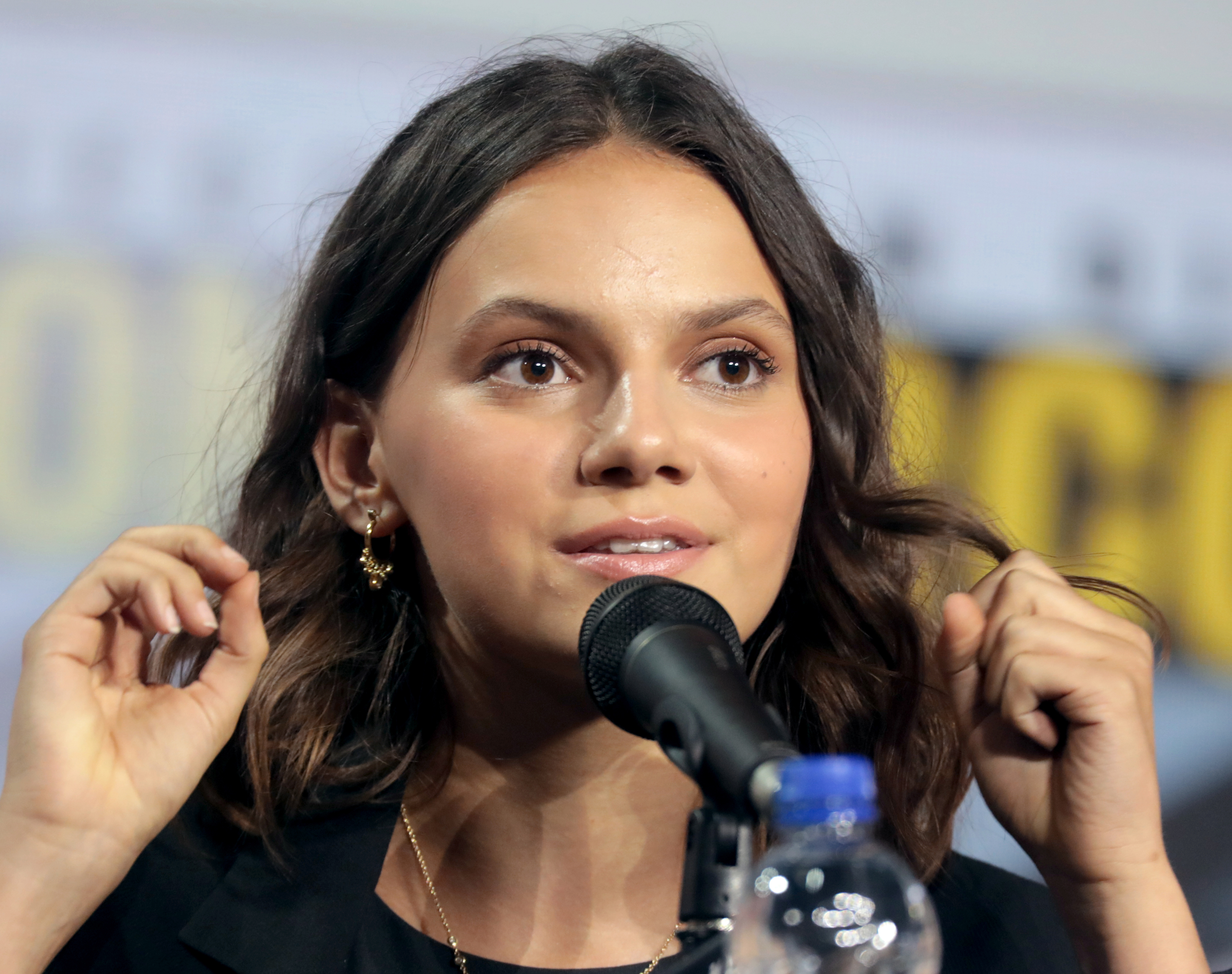
Dafne Keen
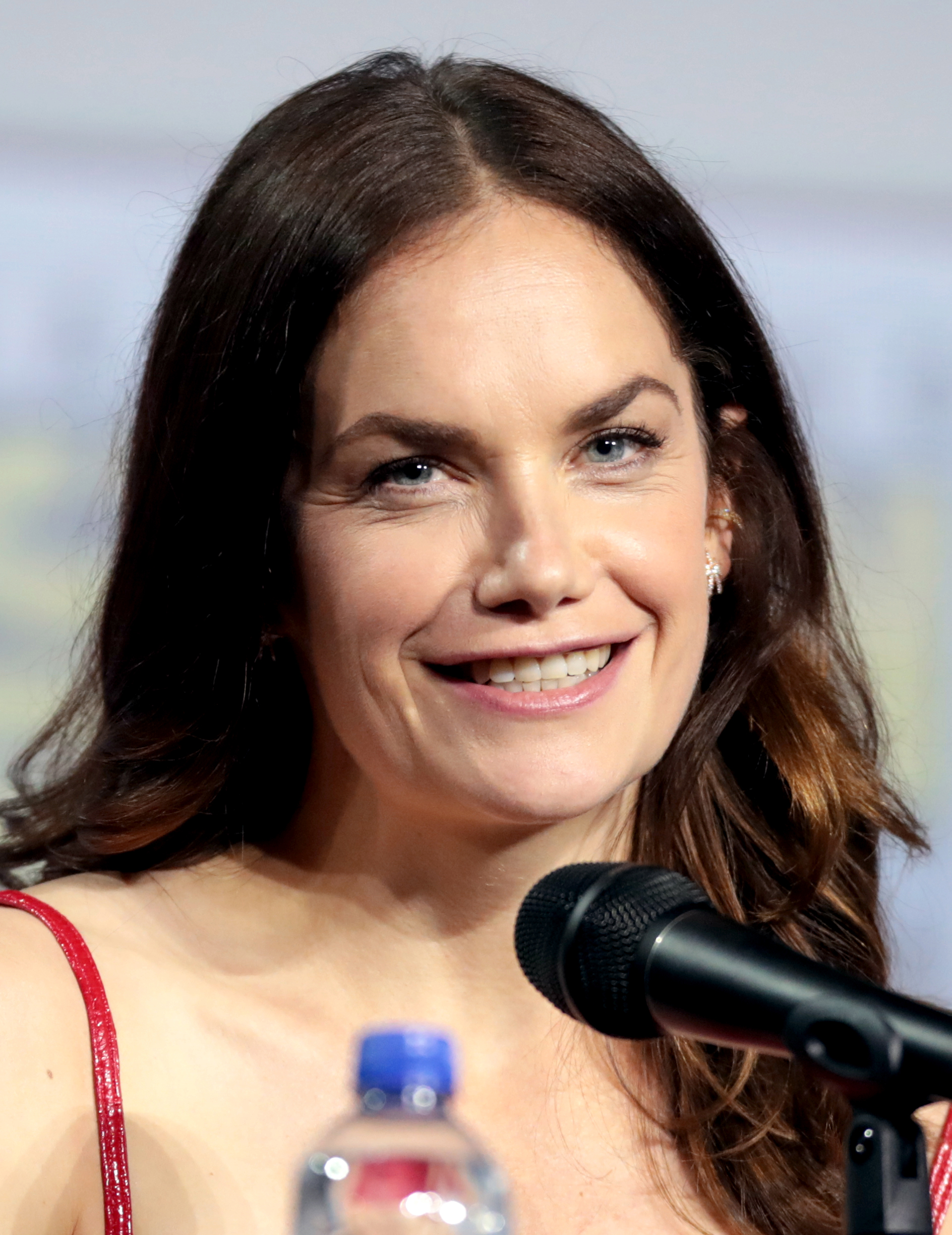
Ruth Wilson
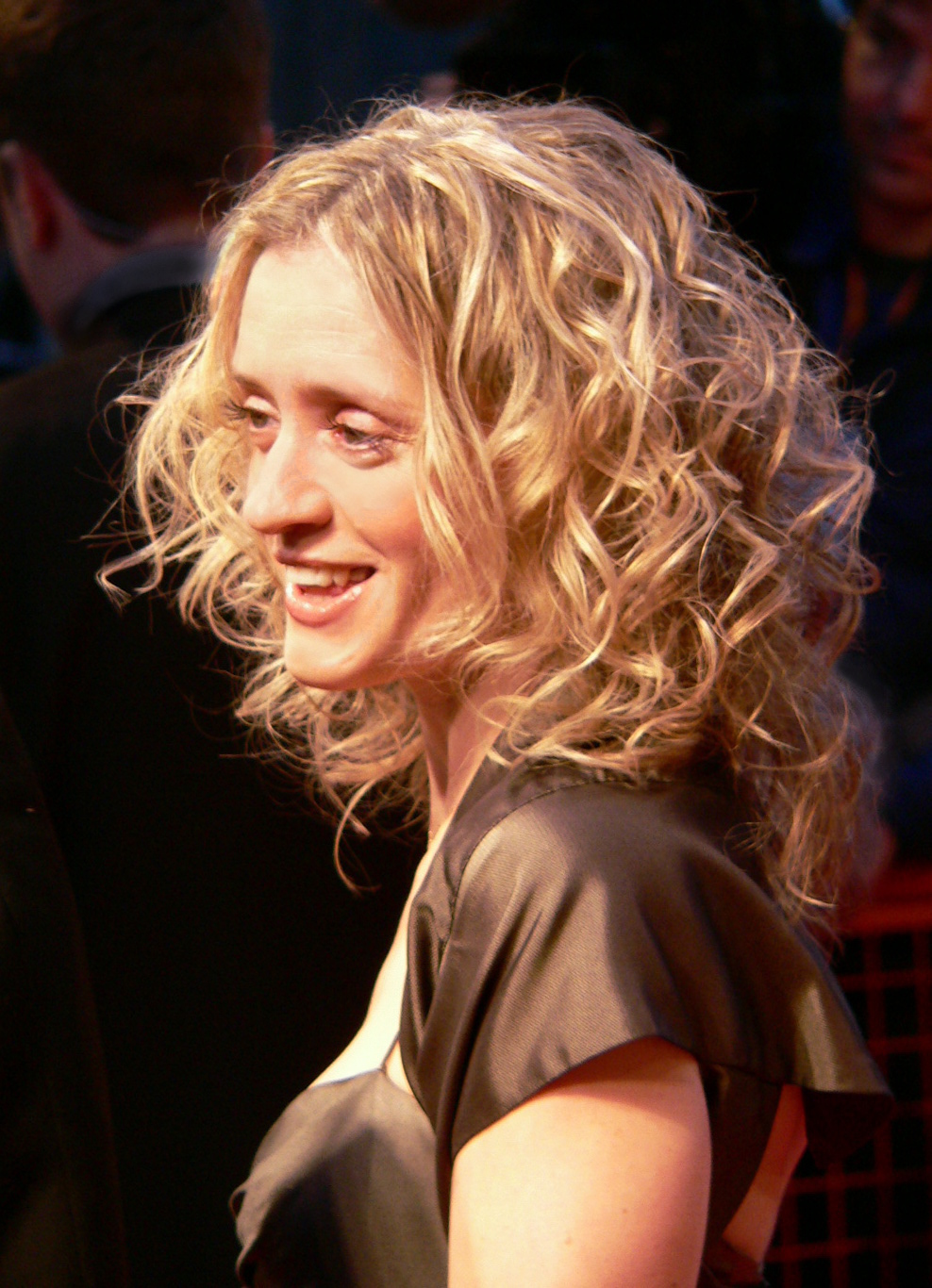
Anne-Marie Duff
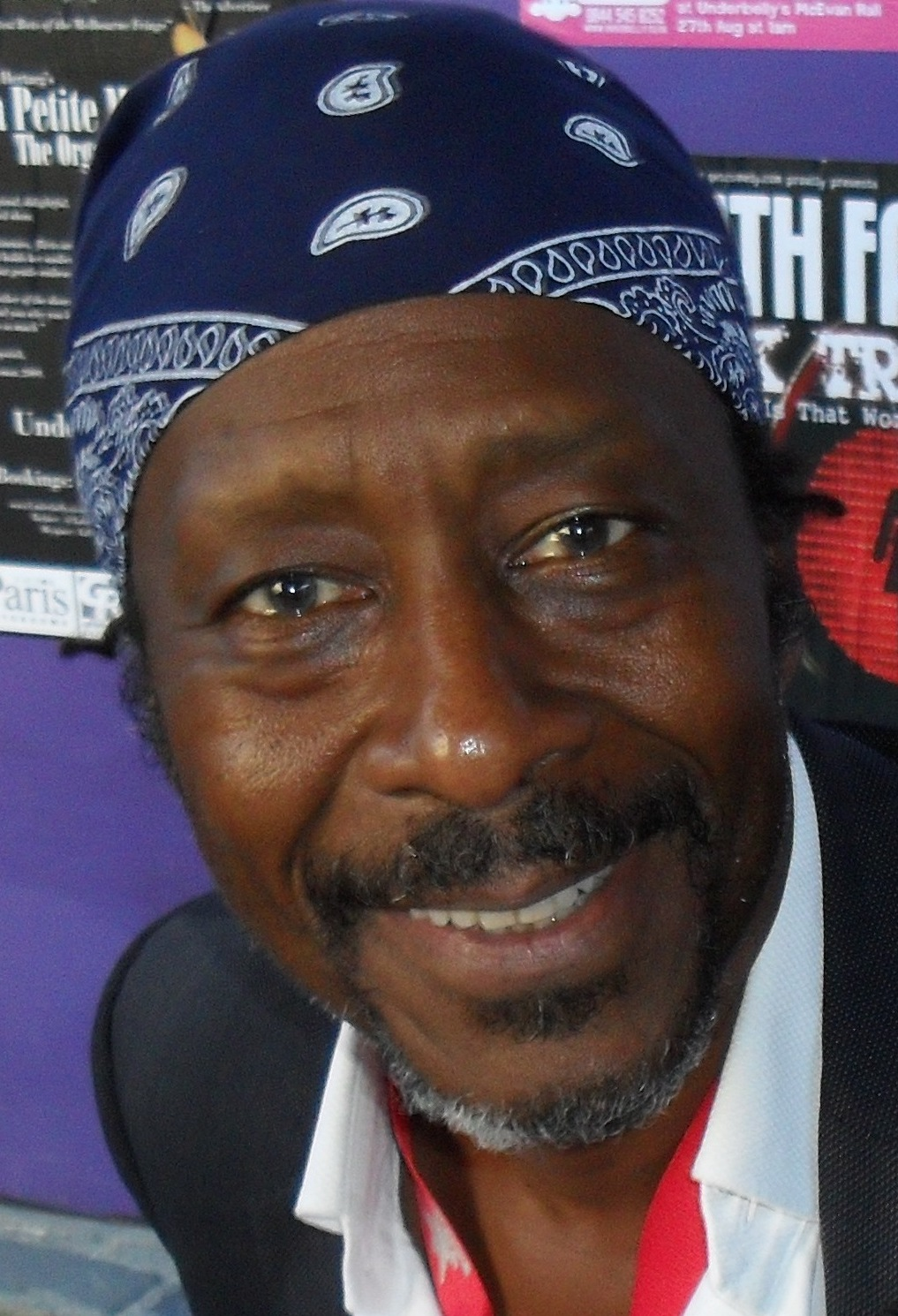
Clarke Peters
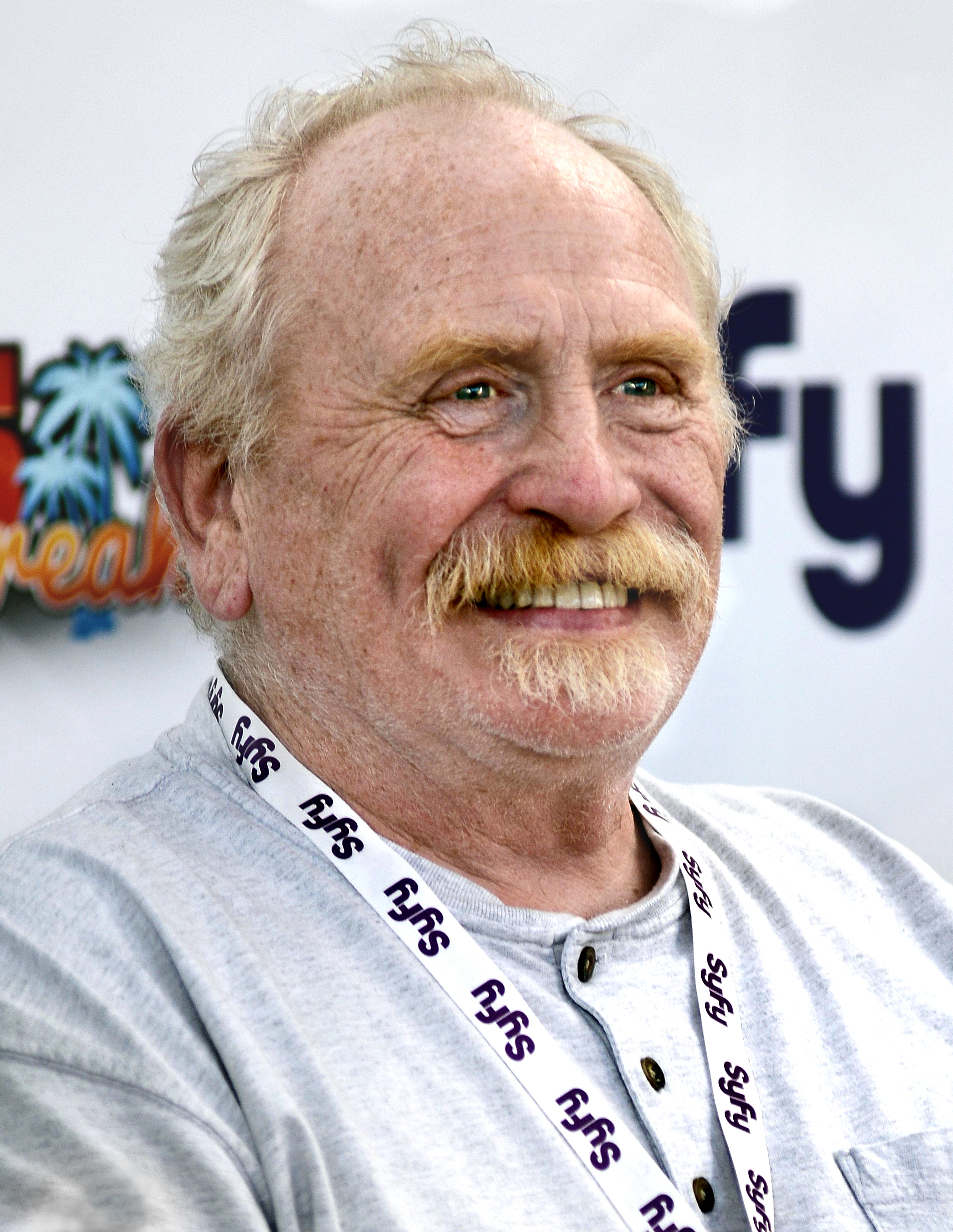
James Cosmo
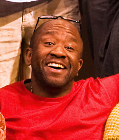
Lucian Msamati
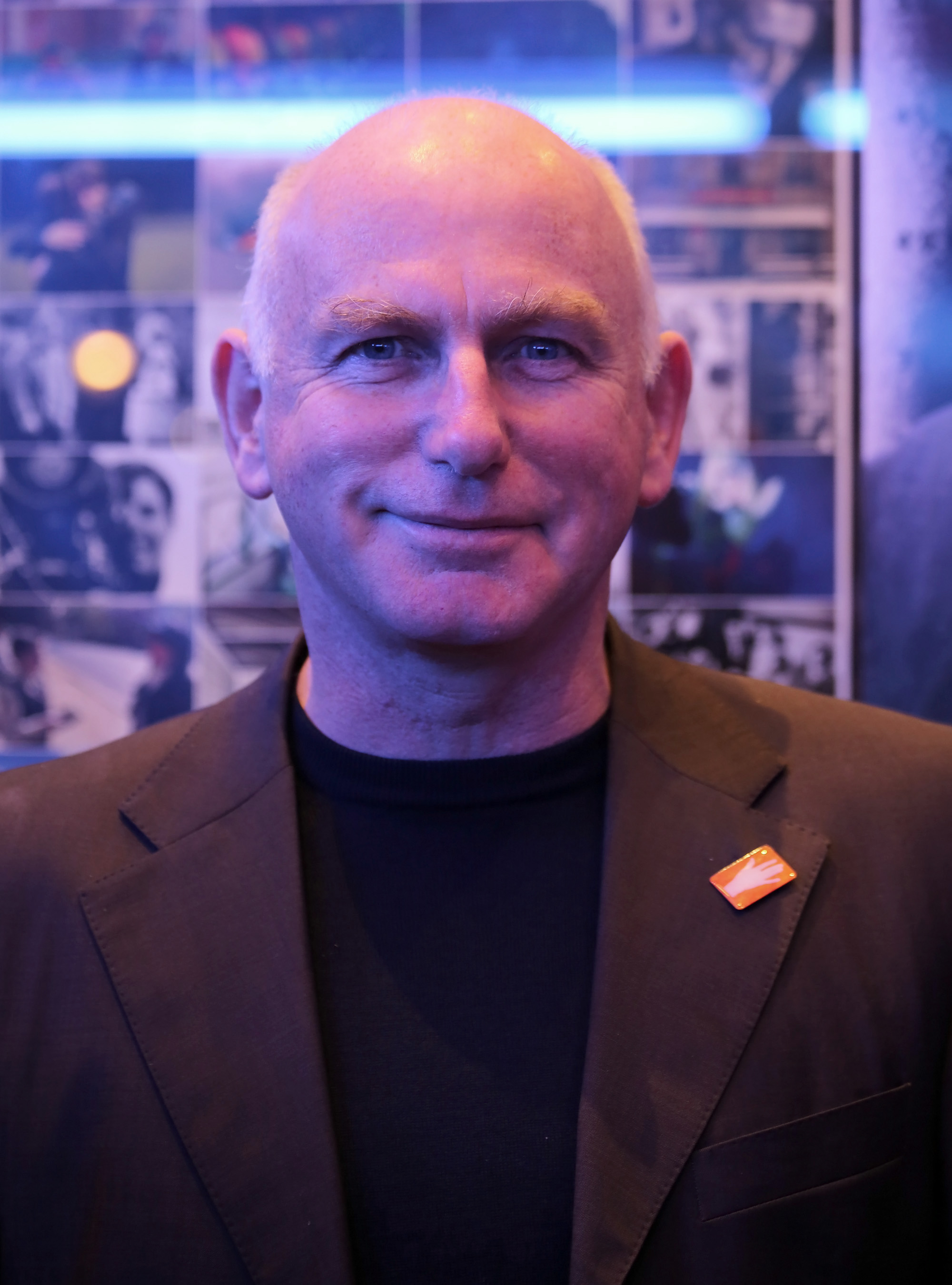
Gary Lewis
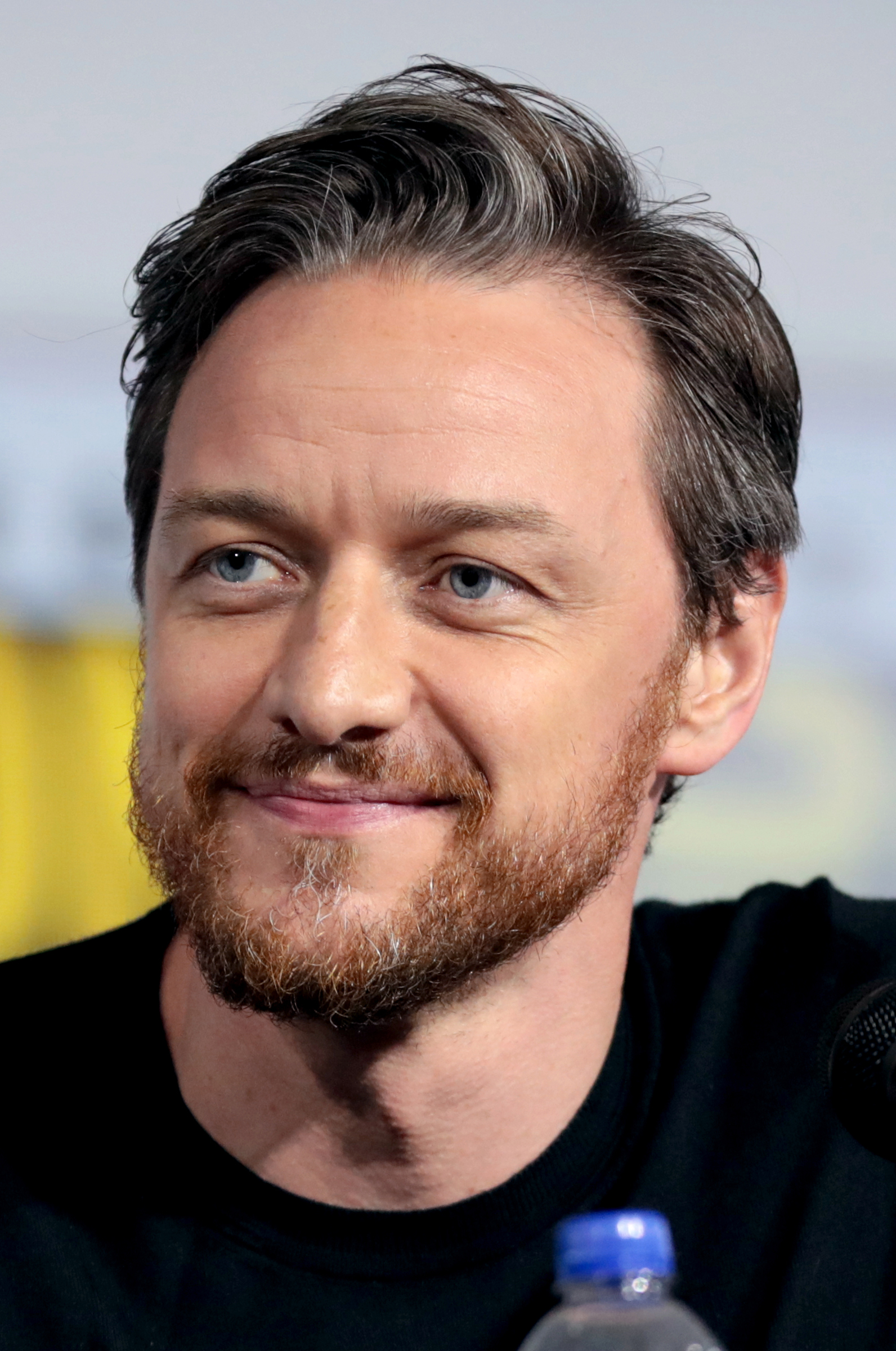
James McAvoy
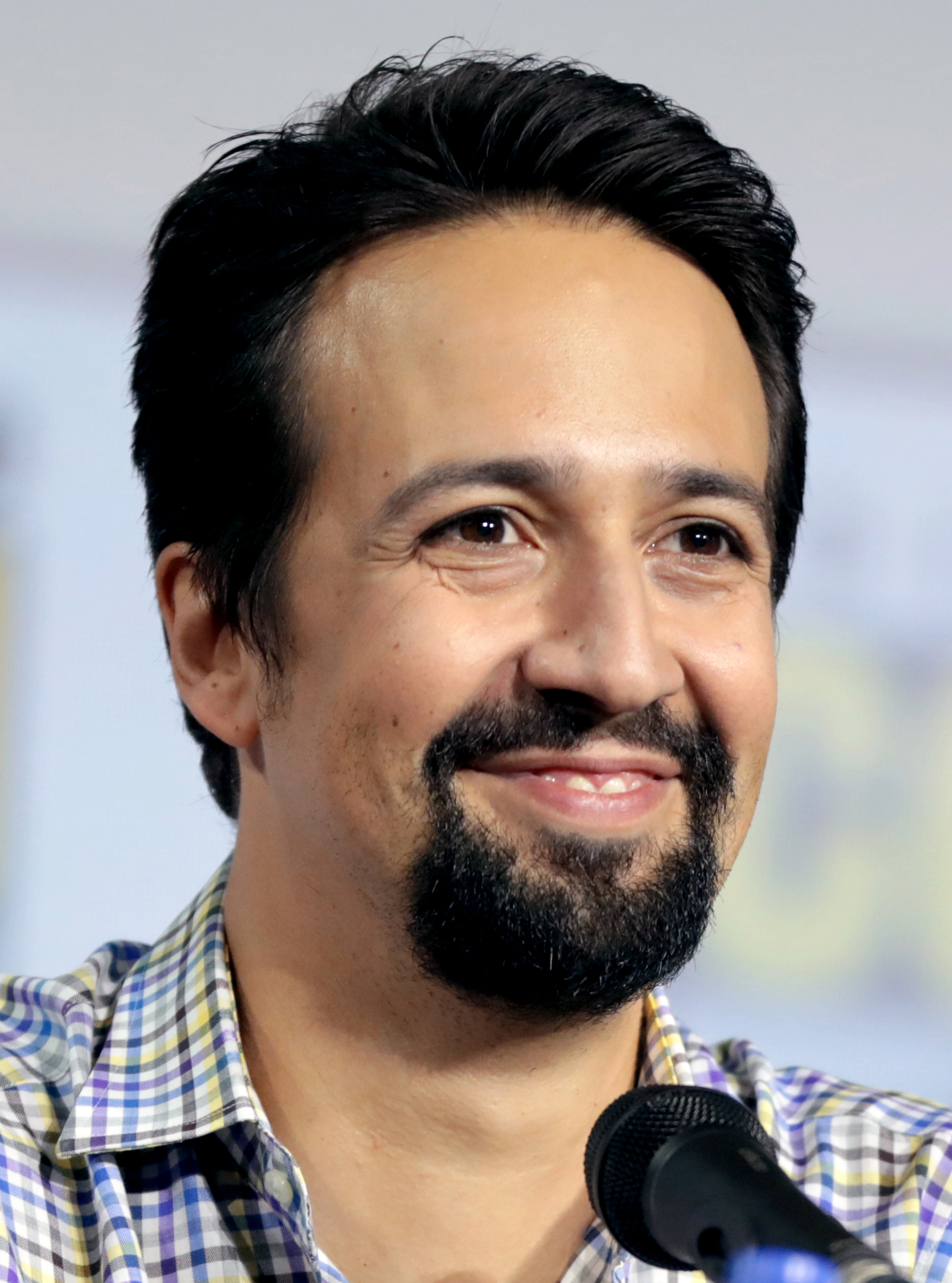
Lin-Manuel Miranda
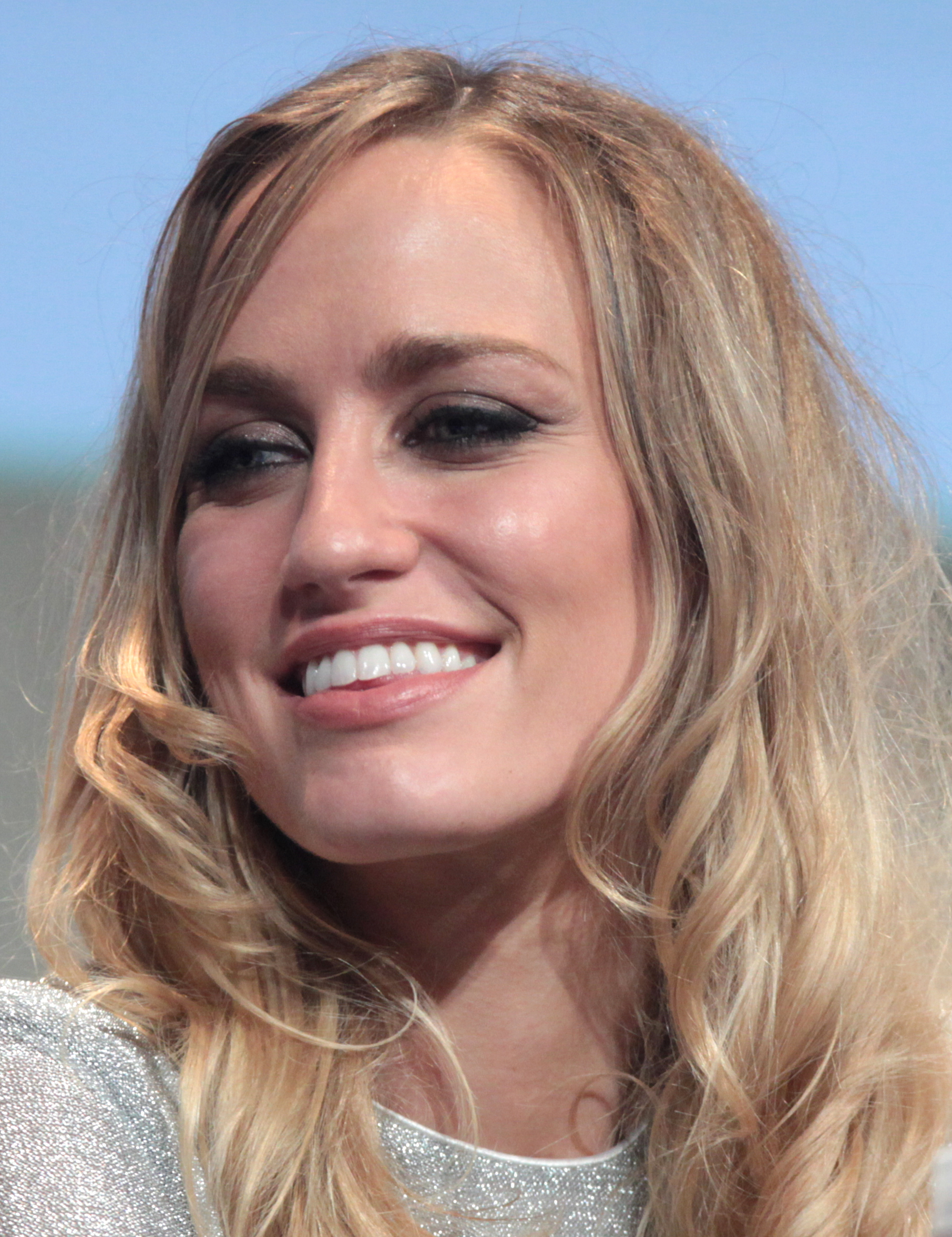
Ruta Gedmintas
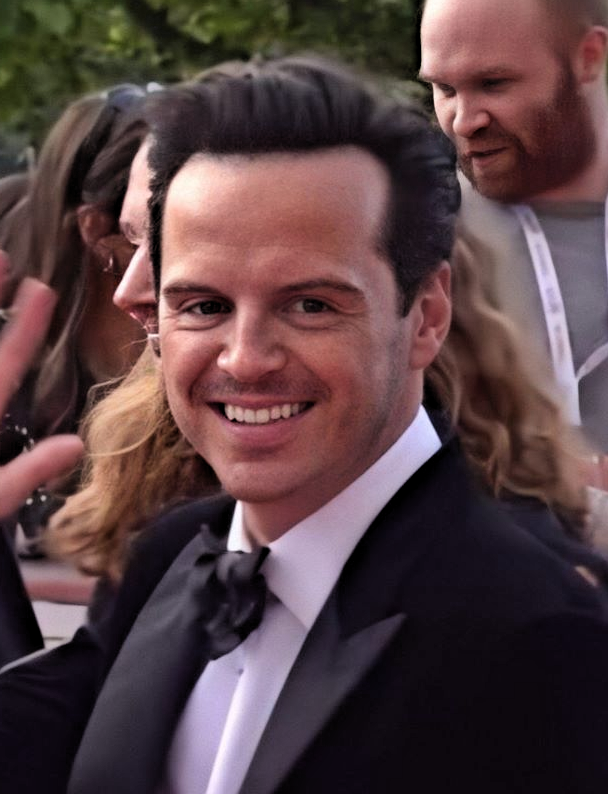
Andrew Scott
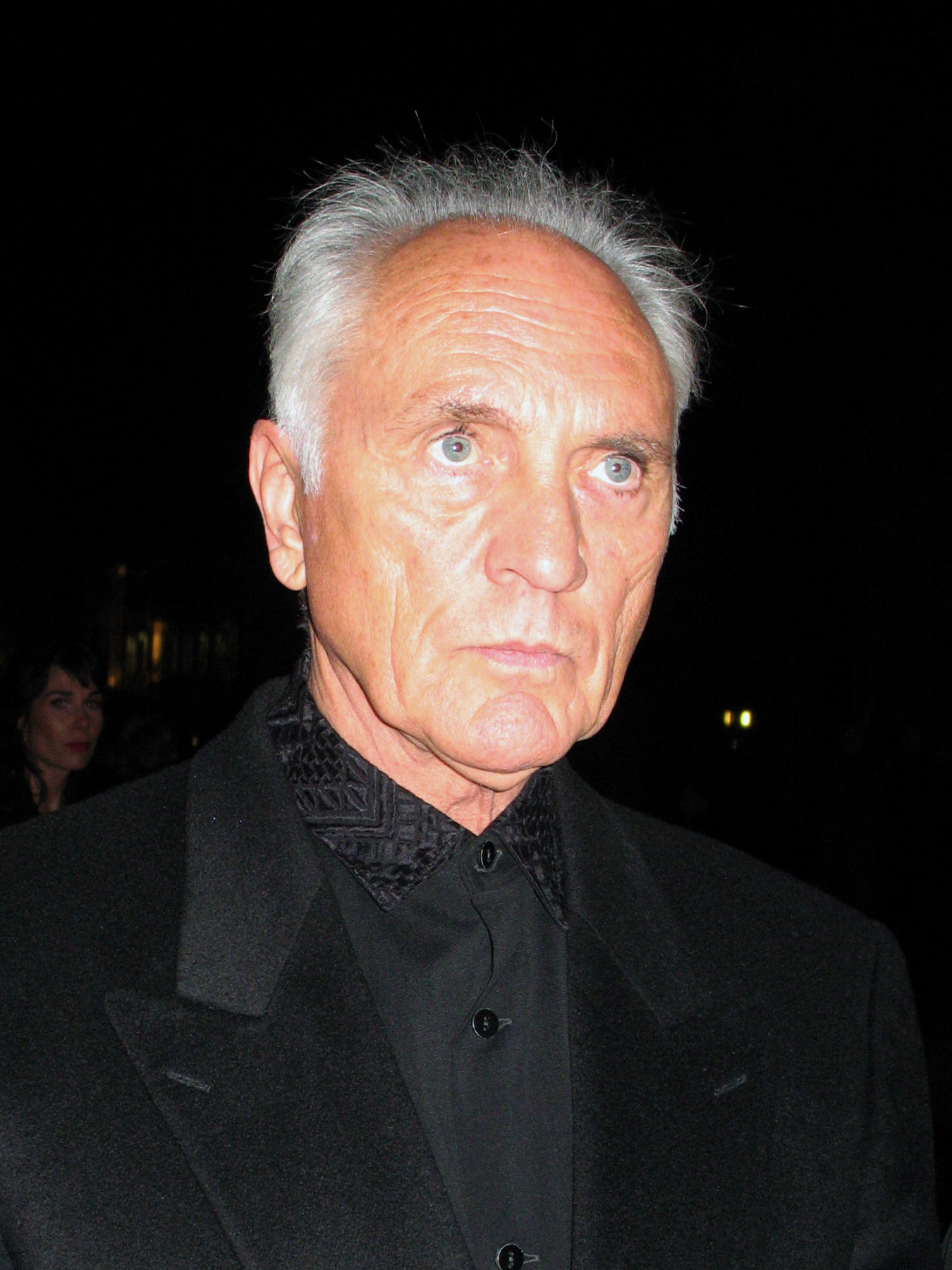
Terence Stamp
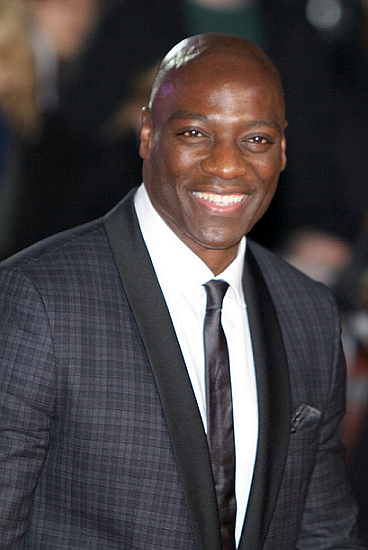
Adewale Akinnuoye-Agbaje
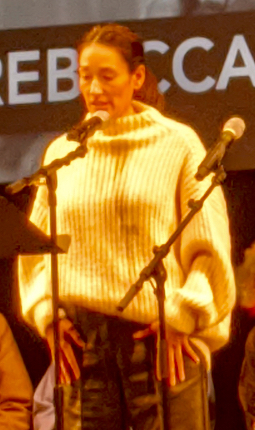
Sian Clifford
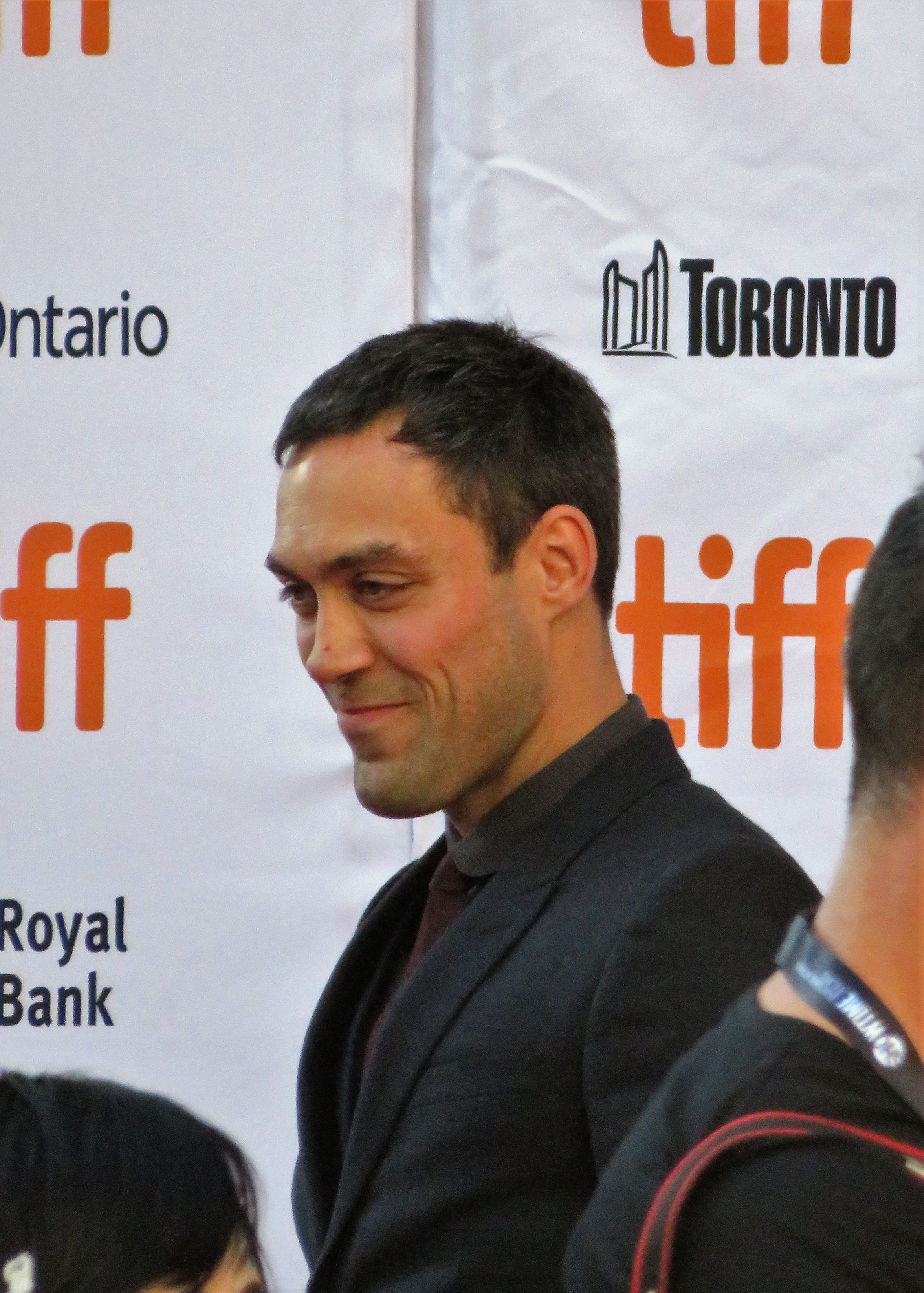
Alex Hassell

### Ricorrenti
- Benjamin De Ruyter (stagione 1), interpretato da Simon Manyonda, doppiato da Emiliano Coltorti.
- Jack Verhoeven (stagione 1), interpretato da Geoff Bell, doppiato da Roberto Draghetti.
- Billy Costa (stagione 1), interpretato da Tyler Howitt, doppiato da Edoardo Vivio.
Ragazzo gyziano rapito dagli Ingoiatori, è il fratello di Tony e figlio minore di Ma.
- Raymond Van Gerrit (stagione 1), interpretato da Mat Fraser, doppiato da Pasquale Anselmo.
- Padre Garret (stagione 1-in corso), interpretato da David Langham, doppiato da Gianni Bersanetti.
- Thomas (stagione 1), interpretato da Robert Emms, doppiato da Stefano Brusa.
Agente impiegato da Lord Boreal per spiare la famiglia Parry.
- Sorella Clara (stagione 1), interpretata da Morfydd Clark, doppiata da Barbara Villa.
- Cardinale Sturrock (stagione 1, guest stagione 2), interpretato da Ian Peck, doppiato da Roberto Stocchi.
- Fra Pavel (stagioni 1-3), interpretato da Frank Bourke, doppiato da Luigi Ferraro.
Rappresentante e aletriometista della Corte Concistoriale della Disciplina.
- Ispettore Walters (stagioni 1-2), interpretato da Jamie Wilkes.
Uomo dal viso pallido e socio di Boreal.
- Iorek Byrnison (stagioni 1-3), interpretato da Joe Tandberg (voce e motion capture), doppiato da Edoardo Siravo.
Orso corazzato e re dei panserbjørne nelle Svalbard.
- Angelica (stagione 2), interpretata da Bella Ramsey, doppiata da Emanuela Ionica.
Ragazza di Cittagazze sorella di Paola.
- Paola (stagione 2), interpretata da Ella Schrey-Yeats.
Ragazza di Cittagazze sorella di Angelica.
- Tullio (stagione 2), interpretato da Lewis MacDougall.
Ragazzo di Cittagazze che ruba la Lama Sottile a Giacomo Paradisi e fratello di Angelica e Paola.
- Reina Miti (stagione 2), interpretata da Sasha Frost.
Regina della congrega di streghe del clan Tikshozero.
- Joseph (stagione 3), interpretata da Lauren Grace.
Giovane ragazza nell'esercito di Ogunwe che rimane nel suo mondo e incontra Mary.
- Maddy (stagione 3), interpretata da Sorcha Groundsell, doppiata da Veronica Puccio.
Sorella di Joseph che rimane con lei nel mondo di Ogunwe.
- Alarbus (stagione 3), interpretato da Wade Briggs.
Arcangelo catturato da Asriel.

## Produzione

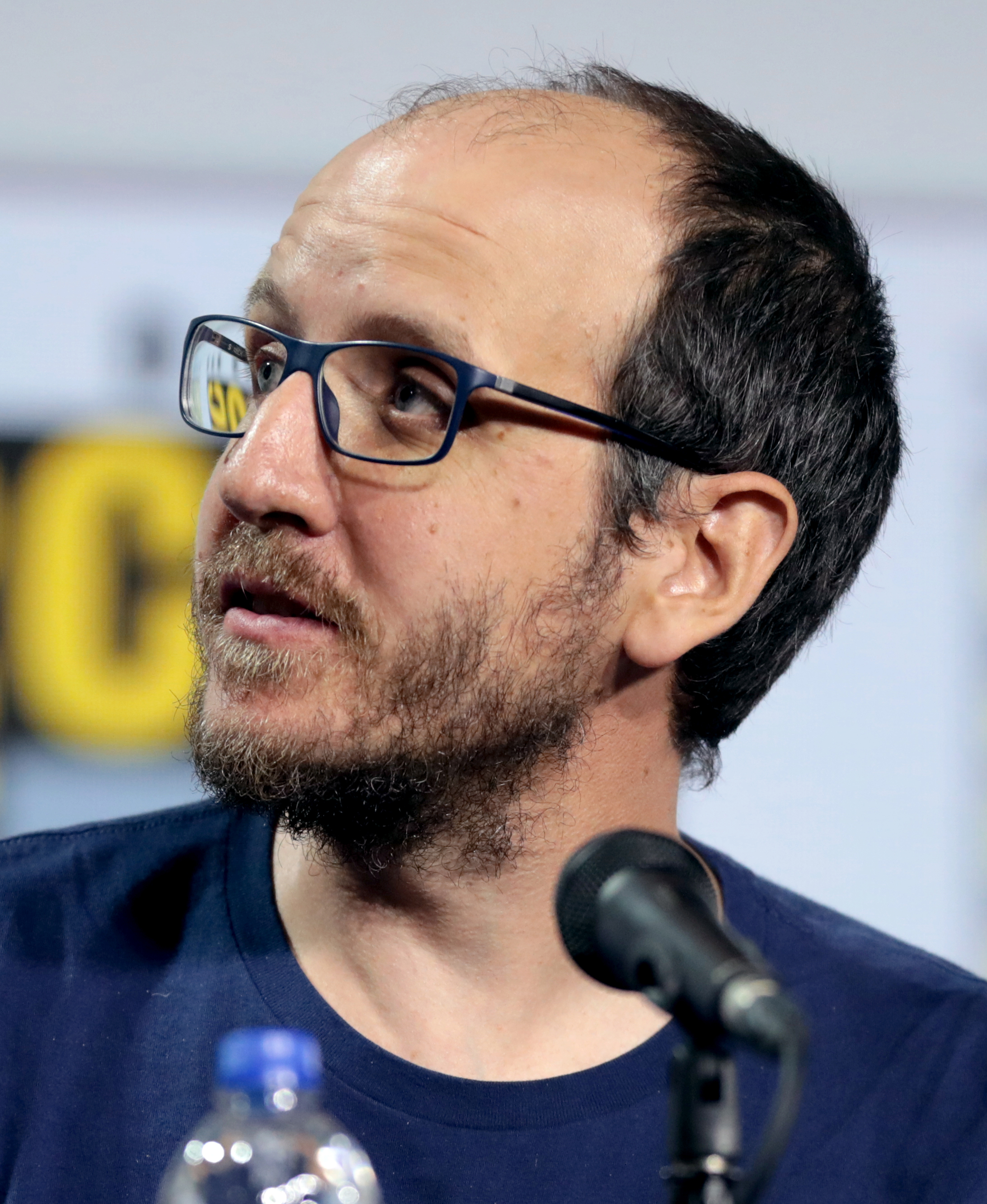
Jack Thorne, ideatore e sceneggiatore della serie

Il 3 novembre 2015 la BBC annunciò di aver commissionato l'adattamento televisivo della trilogia letteraria Queste oscure materie scritta da Philip Pullman. Il 27 luglio 2018 venne annunciato parte del cast principale e del team creativo. Ancor prima della messa in onda della prima stagione, la serie fu rinnovata per una seconda stagione. Le riprese della prima stagione vennero effettuate dall'8 giugno 2018 al 14 dicembre a Cardiff e nell'Artide; il primo teaser trailer di soli 30 secondi venne diffuso online il 24 febbraio 2019.
Il 17 maggio 2019 viene pubblicato il primo trailer della prima stagione.
Il 19 luglio 2019 viene mostrato al San Diego Comic-Con, in seguito pubblicato online, un secondo trailer completo della prima stagione.
Prima che la serie fosse mandata in onda, è stata rinnovata per una seconda stagione di otto episodi, adattamento del secondo libro della trilogia, La lama sottile.
Mentre le riprese della seconda stagione erano per la maggior parte complete, prima della pandemia di COVID-19, un episodio riguardante Lord Asriel era incompleto. Come conseguenza la stagione consiste in soli sette episodi, con James McAvoy che appare in un ruolo limitato.
Il 22 dicembre 2020 la serie è stata rinnovata per una terza e ultima stagione di otto episodi, adattamento del terzo libro, Il cannocchiale d'ambra. La produzione è cominciata a inizio 2021. Le riprese sono state girate tra il 24 maggio e il 31 ottobre 2021.

## Distribuzione
Il 24 luglio 2019 è stato annunciato che la serie avrebbe debuttato nell'ultimo trimestre del 2019 nel Regno Unito e negli Stati Uniti. Il 12 settembre 2019 viene svelata la data: la serie è trasmessa dal 3 novembre su BBC One e il giorno seguente su HBO. In Italia è andata in onda su Sky Atlantic dal 1º gennaio 2020 all'11 gennaio 2023. Il primo episodio è stato presentato in anteprima mondiale il 2 novembre 2019 al Lucca Comics & Games.
La seconda stagione è stata trasmessa dall'8 novembre 2020 nel Regno Unito e dal 16 novembre su HBO negli Stati Uniti.
La terza e ultima stagione ha debuttato il 5 dicembre 2022 su HBO.

## Accoglienza

### Critica
La prima stagione ha ricevuto recensioni positive dalla critica. Rotten Tomatoes
riporta il 77% delle recensioni professionali positive, con un voto medio di 6,99 su 10 basato su 114 critiche. Il consenso critico del sito web indica, "I daemon sono nel dettaglio e mentre la sontuosità visiva di His Dark Materials e le interpretazioni eccezionali catturano abilmente l'essenza dei romanzi influenti di Philip Pullman, potrebbe usare un po' più di magia." Metacritic, invece, ha assegnato un punteggio di 69 su 100 basato su 22 recensioni, indicando "recensioni generalmente favorevoli".
La seconda stagione ha ricevuto recensioni generalmente positive dalla critica. Rotten Tomatoes riporta l'85% delle recensioni professionali positive, con un voto medio di 6,87 su 10 basato su 33 critiche. Il consenso critico del sito web indica, "È improbabile che il freddo nucleo emotivo di His Dark Materials e la complessità imponente conquistino i non convertiti, ma la sua seconda stagione premia i fedeli con impeccabili valori di produzione ed emozioni cerebrali." Metacritic, invece, ha assegnato un punteggio di 71 su 100 basato su 4 recensioni, indicando "recensioni generalmente favorevoli".
La terza stagione ha ricevuto recensioni generalmente positive dalla critica. Rotten Tomatoes riporta per l'ultima stagione il 90% delle recensioni professionali positive, con un voto medio di 7,30 su 10 basato su 20 critiche. Il consenso critico del sito web indica "Forse nella sua stagione più emozionante, l'ultima stagione di His Dark Materials premia i suoi spettatori con una conclusione struggente appropriata a questo fedele adattamento." Metacritic, invece, ha assegnato un punteggio di 77 su 100 basato su 12 recensioni, indicando "recensioni generalmente favorevoli".

## Riconoscimenti
- British Academy Television Awards
  - Candidatura per i migliori costumi a Caroline McCall
  - Candidatura per la miglior fotografia per una serie a Suzie Lavelle
  - Candidatura per il miglior sonoro per una serie a Dillon Bennett, Jon Thomas, Gareth Bull e James Ridgeway
  - Migliori effetti speciali, visivi e grafici a	Framestore, Painting Practice, Real SFX e Russel Dodgson
  - Miglior grafica della sigla e titoli a Elastic, Painting Practice
- Satellite Awards
  - Candidatura per la miglior serie TV di genere
- Rockie Awards
- Migliore serie sci/fi fantasy
- Banff World Media Festival
- Migliore serie sci/fi fantasy
- British Academy Cymru Awards
- Candidatura alla miglior attrice a Dafne Keen
- Vinto: miglior attrice a Ruth Wilson
- Candidatura al miglior television drama
- Candidatura ai Costume Design a Caroline McCall
- Candidatura al Make Up and Hair a Pamela Haddock
- Candidatura all'editing a Niven Howie e Stephen Haren
- Vinto: Fotografia e Illuminazione: Fiction
- Candidatura all'attrice Suzie Lavelle per l'episodio 3
- Candidatura all'attore David Higgs per l'episodio 8
- Vinto: Production Design a Joel Collins